# C11H13N3O5
化学式C11H13N3O5（摩尔质量：267.24 g/mol）可能指：
- EICAR (药物)，CAS号：118908-07-9
- 普罗硝唑，CAS号：76448-31-2

|  | 这个同类索引页列出了具有相同分子式的化学物（即同分異構體）条目。 除非您是有意链接至本页，否则应将相应条目的内部链接指向正确的条目。 |